# 第九届全国人民代表大会各专门委员会
第九届全国人民代表大会各专门委员会是中华人民共和国第九届全国人民代表大会设立的专门委员会，任期自1998年3月至2003年3月。
1982年公布施行的《中华人民共和国宪法》第七十条规定：“全国人民代表大会设立民族委员会、法律委员会、财政经济委员会、教育科学文化卫生委员会、外事委员会、华侨委员会和其他需要设立的专门委员会。在全国人民代表大会闭会期间，各专门委员会受全国人民代表大会常务委员会的领导。”
第九届全国人民代表大会设立9个专门委员会：民族委员会、法律委员会、内务司法委员会、财政经济委员会、教育科学文化卫生委员会、外事委员会、华侨委员会、环境与资源保护委员会、农业与农村委员会。

## 相关变动
1998年3月6日第九届全国人民代表大会第一次会议通过财政经济委员会组成人员名单。
1998年3月18日第九届全国人民代表大会第一次会议通过民族委员会、法律委员会、内务司法委员会、教育科学文化卫生委员会、外事委员会、华侨委员会、环境与资源保护委员会、农业与农村委员会组成人员名单。
1998年11月4日第九届全国人民代表大会常务委员会第五次会议补充任命部分专门委员会委员。
1998年12月29日第九届全国人民代表大会常务委员会第六次会议补充任命内务司法委员会副主任委员。
2000年4月29日第九届全国人民代表大会常务委员会第十五次会议补充任命部分专门委员会副主任委员。
2001年2月28日第九届全国人民代表大会常务委员会第二十次会议补充任命部分专门委员会副主任委员。
2001年12月29日第九届全国人民代表大会常务委员会第二十五次会议补充任命部分专门委员会副主任委员。
2002年4月28日第九届全国人民代表大会常务委员会第二十七次会议补充任命部分专门委员会副主任委员。
2002年8月29日第九届全国人民代表大会常务委员会第二十九次会议补充任命外事委员会副主任委员。

## 民族委员会
1998年3月18日通过：
- 主任委员：王朝文（苗族）
- 副主任委员：尹克升、江村罗布（藏族）、于兴隆（蒙古族）、韦继松（壮族）、冯之浚（回族）
- 委员（按姓名笔划排列）：马昌裔（回族）、王越丰（黎族）、卢邦正（彝族）、田玉科（女，土家族）、司马义·哈提甫（维吾尔族）、苏丹·张波拉托夫（哈萨克族）、李永泰（朝鲜族）、李映德（白族）、杨长槐（侗族）、杨福生（哈尼族）、张龙俊（朝鲜族）、陈素芝（女，满族）、奉恒高（瑶族）、岩庄（傣族）、罗尚才（布依族）、谢伯阳、嘉木样·洛桑久美·图丹却吉尼玛（藏族）

2002年4月28日补充任命：
- 副主任委员：刘明祖

## 法律委员会
1998年3月18日通过：
- 主任委员：王维澄
- 副主任委员：李伯勇、周克玉、顾昂然、张绪武、乔晓阳
- 委员（按姓名笔划排列）：王坚、王家福、邢贲思、刘政、杨紫烜、张玉台、张秀夫、张国祥、郑成思、胡光宝、隋永举、谢安山、滕藤

2000年4月29日补充任命：
- 副主任委员：胡光宝

2002年4月28日补充任命：
- 副主任委员：王茂林

## 内务司法委员会
1998年3月18日通过：
- 主任委员：侯宗宾
- 副主任委员：陶驷驹、顾金池、万绍芬（女）、束怀德、李九龙、刘珩
- 委员（按姓名笔划排列）：李明豫（女）、杨兴富、杨英昌、应松年、陈明枢、陈俊亮、周强、赵丛（满族）、赵地（女）、逄先知、黄玉章、崔乃夫、虞云耀

1998年12月29日补充任命：
- 副主任委员：张丁华

## 财政经济委员会
1998年3月6日通过：
- 主任委员：陈光毅
- 副主任委员：郭振乾、蒋心雄、姚振炎、曾宪林、葛洪升、厉以宁
- 委员（按姓名笔划排列）：于祖尧、王书明、王利明、史玉孝、来金烈、吴树青、谷善庆、迟海滨、张寿、张肖（女）、张学东、陆百甫、陆燕荪、陈明山、金鑫、周道炯、段柄仁、费子文、戴杰

2000年4月29日补充任命：
- 副主任委员：周正庆

## 教育科学文化卫生委员会
1998年3月18日通过：
- 主任委员：朱开轩
- 副主任委员：汪家镠（女）、陈敏章、李绪鄂、范敬宜、张怀西、王选
- 委员（按姓名笔划排列）：朱相远、刘明璞、严义埙、杨伟炎、吴德馨（女）、宋木文、张序三、张明远、陆善镇、陈寿朋、陈建生、陈难先、陈章良、英若诚（满族）、柳斌、聂力（女）、聂大江、顾诵芬、徐静（女）、高运甲、高德、陶西平、常沙娜（女，满族）、傅铁山、谢光、谢铁骊、霍达（女，回族）

1998年11月4日补充任命：
- 委员：李宏规

2001年2月28日补充任命：
- 副主任委员：朱丽兰（女）

2001年12月29日补充任命：
- 副主任委员：蒋祝平

## 外事委员会
1998年3月18日通过：
- 主任委员：曾建徽
- 副主任委员：李淑铮（女）、宋清渭、徐敦信、蔡方柏、郑义（壮族）、童傅
- 委员（按姓名笔划排列）：于振武、于恩光、王佛松、李国华（女）、杨慧珠（女）、佟志广、沈辛荪、张凤祥

2002年8月29日补充任命：
- 副主任委员：姜恩柱

## 华侨委员会
1998年3月18日通过：
- 主任委员：甘子玉
- 副主任委员：徐惠滋、李道豫、朱添华、杜宜瑾、刘亦铭、杨国庆
- 委员（按姓名笔划排列）：王永宁、王宋大、古华民、古宣辉、冯玉兰（女）、朱士明、刘宜贵、许胜、谷建芬（女）、张连忠、林明美（女）、罗益锋、罗棣庵、周松、钱青（女）、翁维权、凌伯棠、崔毅、赖爱光

## 环境与资源保护委员会
1998年3月18日通过：
- 主任委员：曲格平
- 副主任委员：张皓若、王涛、白清才、黄启璪（女）、李蒙
- 委员（按姓名笔划排列）：王先进、王涛（女）、巴忠倓、冯兰明、江小珂（女）、孙鸿烈、杜碧兰（女）、李华忠、沈静珠（女）、陈潜、周秀骥、胡敏、俞泽猷、钱易（女）、蔡仁山

1998年11月4日补充任命：
- 委员：张宏仁

2001年2月28日补充任命：
- 副主任委员：叶如棠

2002年4月28日补充任命：
- 副主任委员：毛如柏

## 农业与农村委员会
1998年3月18日通过：
- 主任委员：高德占
- 副主任委员：柳随年、杨振怀、刘中一、伍精华（彝族）、洪绂曾
- 委员（按姓名笔划排列）：于汉卿、王连铮、毛达如、白尚武、任正隆、许行贯、严克强（壮族）、苏昌培、李来柱、李梅芳（女）、李登海、李殿荣、杨新人、杨雍哲、沈珠江、张百良、陈吉元、罗富和、曹双明、谢勇

2001年12月29日补充任命：
- 副主任委员：李春亭

2002年4月28日补充任命：
- 副主任委员：刘方仁[2]